# Clasificación de OFC para la Copa Mundial de Fútbol de 2010
Para la Copa Mundial de Fútbol de 2010, la OFC contó solamente con medio cupo: el equipo ganador de las eliminatorias, Nueva Zelanda, tuvo que enfrentar en la repesca contra el quinto equipo de la clasificatoria de la AFC, es decir, a Baréin. Esta fue la primera eliminatoria en donde no participó Australia, país que se retiró debido a la poca competitividad de los demás equipos y que a partir de ahí juega en la Confederación Asiática de Fútbol (AFC).
El torneo estuvo compuesto por dos fases: la primera contó con diez equipos participantes (aunque Tuvalu, por no ser miembro de la FIFA, no podía clasificar a la Copa Mundial, además no iba a clasificar debido a su bajo rendimiento) y fue equivalente al campeonato de fútbol de los Juegos del Pacífico Sur. Los tres mejores equipos de esa fase clasificaron a la ronda siguiente, donde se enfrentaron a Nueva Zelanda en una serie de partidos de ida y vuelta. El ganador del torneo fue coronado como campeón de la Copa de las Naciones de la OFC 2008 y representó a Oceanía en la Copa FIFA Confederaciones 2009 y en la repesca intercontinental.

## Primera Fase
Los Juegos del Pacífico Sur 2007 se realizaron en Apia, Samoa, entre el 25 de agosto y el 8 de septiembre del 2007. Los partidos de fútbol se disputaron en el Complejo Deportivo J.S. Blatter.
10 equipos participaron luego de la renuncia de Papúa Nueva Guinea a los Juegos del Pacífico Sur. Los dos finalistas más el ganador del partido de definición del tercer lugar clasificaron a la segunda ronda. Tuvalu si hubiera llegado a dichas instancias, no habría clasificado a la ronda siguiente por no ser miembro de la FIFA.
Esta serie de partidos fueron los primeros del proceso clasificatorio a la Copa Mundial. Pierre Wajoka, capitán de la selección de Nueva Caledonia, se convirtió en el primer anotador del proceso de clasificación al marcar un tiro penal en el partido ante Tahití.

### Grupo A
| Equipo          | Pts | PJ | PG | PE | PP | GF | GC | Dif |
| --------------- | --- | -- | -- | -- | -- | -- | -- | --- |
| Fiyi            | 10  | 4  | 3  | 1  | 0  | 25 | 1  | 24  |
| Nueva Caledonia | 10  | 4  | 3  | 1  | 0  | 6  | 1  | 5   |
| Tahití          | 4   | 4  | 1  | 1  | 2  | 2  | 6  | -4  |
| Islas Cook      | 3   | 4  | 1  | 0  | 3  | 4  | 9  | -5  |
| Tuvalu          | 1   | 4  | 0  | 1  | 3  | 2  | 22 | -20 |

| Fecha                   | Lugar       |                 |                               | Resultado   |                               |                 |
| ----------------------- | ----------- | --------------- | ----------------------------- | ----------- | ----------------------------- | --------------- |
| 25 de agosto de 2007    | Apia, Samoa | Tahití          | Bandera de Polinesia Francesa | 0:1 (0:1)   | Bandera de Nueva Caledonia    | Nueva Caledonia |
| 25 de agosto de 2007    | Apia, Samoa | Fiyi            | Bandera de Fiyi               | 16:0 (10:0) | Bandera de Tuvalu             | Tuvalu          |
| 27 de agosto de 2007    | Apia, Samoa | Tuvalu          | Bandera de Tuvalu             | 0:1 (0:0)   | Bandera de Nueva Caledonia    | Nueva Caledonia |
| 27 de agosto de 2007    | Apia, Samoa | Fiyi            | Bandera de Fiyi               | 4:0 (2:0)   | Bandera de Islas Cook         | Islas Cook      |
| 29 de agosto de 2007    | Apia, Samoa | Tuvalu          | Bandera de Tuvalu             | 1:1 (0:1)   | Bandera de Polinesia Francesa | Tahití          |
| 29 de agosto de 2007    | Apia, Samoa | Nueva Caledonia | Bandera de Nueva Caledonia    | 3:0 (1:0)   | Bandera de Islas Cook         | Islas Cook      |
| 1 de septiembre de 2007 | Apia, Samoa | Islas Cook      | Bandera de Islas Cook         | 4:1 (1:0)   | Bandera de Tuvalu             | Tuvalu          |
| 1 de septiembre de 2007 | Apia, Samoa | Tahití          | Bandera de Polinesia Francesa | 0:4 (0:2)   | Bandera de Fiyi               | Fiyi            |
| 3 de septiembre de 2007 | Apia, Samoa | Nueva Caledonia | Bandera de Nueva Caledonia    | 1:1 (1:0)   | Bandera de Fiyi               | Fiyi            |
| 3 de septiembre de 2007 | Apia, Samoa | Islas Cook      | Bandera de Islas Cook         | 0:1 (0:0)   | Bandera de Polinesia Francesa | Tahití          |

### Grupo B
| Equipo          | Pts | PJ | PG | PE | PP | GF | GC | Dif |
| --------------- | --- | -- | -- | -- | -- | -- | -- | --- |
| Islas Salomón   | 12  | 4  | 4  | 0  | 0  | 21 | 1  | 20  |
| Vanuatu         | 9   | 4  | 3  | 0  | 1  | 23 | 3  | 20  |
| Samoa           | 6   | 4  | 2  | 0  | 2  | 9  | 8  | 1   |
| Tonga           | 3   | 4  | 1  | 0  | 3  | 6  | 10 | -4  |
| Samoa Americana | 0   | 4  | 0  | 0  | 4  | 1  | 38 | -37 |

| Fecha                   | Lugar       |                 |                            | Resultado  |                            |                 |
| ----------------------- | ----------- | --------------- | -------------------------- | ---------- | -------------------------- | --------------- |
| 25 de agosto de 2007    | Apia, Samoa | Islas Salomón   | Bandera de Islas Salomón   | 12:1 (5:0) | Bandera de Samoa Americana | Samoa Americana |
| 25 de agosto de 2007    | Apia, Samoa | Vanuatu         | Bandera de Vanuatu         | 4:0 (2:0)  | Bandera de Samoa           | Samoa           |
| 27 de agosto de 2007    | Apia, Samoa | Islas Salomón   | Bandera de Islas Salomón   | 4:0 (2:0)  | Bandera de Tonga           | Tonga           |
| 27 de agosto de 2007    | Apia, Samoa | Samoa Americana | Bandera de Samoa Americana | 0:7 (0:3)  | Bandera de Samoa           | Samoa           |
| 29 de agosto de 2007    | Apia, Samoa | Samoa Americana | Bandera de Samoa Americana | 0:15 (0:5) | Bandera de Vanuatu         | Vanuatu         |
| 29 de agosto de 2007    | Apia, Samoa | Samoa           | Bandera de Samoa           | 2:1 (1:0)  | Bandera de Tonga           | Tonga           |
| 1 de septiembre de 2007 | Apia, Samoa | Tonga           | Bandera de Tonga           | 4:0 (1:0)  | Bandera de Samoa Americana | Samoa Americana |
| 1 de septiembre de 2007 | Apia, Samoa | Vanuatu         | Bandera de Vanuatu         | 0:2 0:0    | Bandera de Islas Salomón   | Islas Salomón   |
| 3 de septiembre de 2007 | Apia, Samoa | Tonga           | Bandera de Tonga           | 1:4 (0:3)  | Bandera de Vanuatu         | Vanuatu         |
| 3 de septiembre de 2007 | Apia, Samoa | Samoa           | Bandera de Samoa           | 0:3 (0:2)  | Bandera de Islas Salomón   | Islas Salomón   |

### Semifinales
| 5 de septiembre de 2007, 15:00 (UTC-11) | Islas Salomón           | 2:3 (1:1) | Nueva Caledonia                | Complejo Deportivo J.S. Blatter, Apia                                     |                                                                           |
|                                         | Fa'arodo 40' Menapi 47' | Reporte   | Kabeu 37' Toto 54' Mercier 94' | Asistencia: 1.500 espectadores Árbitro(s): Job Minan (Papúa Nueva Guinea) | Asistencia: 1.500 espectadores Árbitro(s): Job Minan (Papúa Nueva Guinea) |

| 5 de septiembre de 2007, 18:00 (UTC-11) | Fiyi                                          | 3:0 (1:0) | Vanuatu | Complejo Deportivo J.S. Blatter, Apia                                   |                                                                         |
|                                         | Baleitoga 44' Vakatalesau 69' (p) Krishna 70' | Reporte   |         | Asistencia: 600 espectadores Árbitro(s): Michael Hester (Nueva Zelanda) | Asistencia: 600 espectadores Árbitro(s): Michael Hester (Nueva Zelanda) |

### Tercer lugar
| 7 de septiembre de 2007, 14:30 (UTC-11) | Islas Salomón | 0:2 (0:1) | Vanuatu                    | Complejo Deportivo J.S. Blatter, Apia                            |                                                                  |
|                                         |               | Reporte   | 45+3' Soromon · 50' Sakama | Asistencia: 200 espectadores Árbitro(s): Jacques Averii (Tahití) | Asistencia: 200 espectadores Árbitro(s): Jacques Averii (Tahití) |

### Final
| 7 de septiembre de 2007, 14:30 (UTC-11) | Nueva Caledonia | 1:0 (0:0) | Fiyi | Complejo Deportivo J.S. Blatter, Apia                                   |                                                                         |
|                                         | Hmae 61'        | Reporte   |      | Asistencia: 400 espectadores Árbitro(s): Michael Hester (Nueva Zelanda) | Asistencia: 400 espectadores Árbitro(s): Michael Hester (Nueva Zelanda) |

## Segunda Fase
La segunda fase, que ya es en sí la Copa de las Naciones de la OFC de 2008, consiste en un grupo de cuatro equipos, de los cuales ya estaba clasificado Nueva Zelanda por ser cabeza de serie, y los otros tres equipos son los clasificados de la ronda anterior, cada país juega con los otros tres en partidos como local y como visitante, el equipo que quede de primero es el campeón de Oceanía, el cual le permite jugar la Copa FIFA Confederaciones 2009 y la repesca intercontinental del mismo año para el Mundial Sudáfrica 2010.
| Equipo          | Pts | PJ | PG | PE | PP | GF | GC | Dif |
| --------------- | --- | -- | -- | -- | -- | -- | -- | --- |
| Nueva Zelanda   | 15  | 6  | 5  | 0  | 1  | 14 | 5  | +9  |
| Nueva Caledonia | 8   | 6  | 2  | 2  | 2  | 12 | 10 | +2  |
| Fiyi            | 7   | 6  | 2  | 1  | 3  | 8  | 11 | -3  |
| Vanuatu         | 4   | 6  | 1  | 1  | 4  | 5  | 13 | -8  |

| Fecha                    | Lugar            |                 |                            | Resultado |                            |                 |
| ------------------------ | ---------------- | --------------- | -------------------------- | --------- | -------------------------- | --------------- |
| 17 de octubre de 2007    | Lautoka          | Fiyi            | Bandera de Fiyi            | 0:2 (0:1) | Bandera de Nueva Zelanda   | Nueva Zelanda   |
| 17 de noviembre de 2007  | Port Vila        | Vanuatu         | Bandera de Vanuatu         | 1:2 (1:0) | Bandera de Nueva Zelanda   | Nueva Zelanda   |
| 17 de noviembre de 2007  | Ba               | Fiyi            | Bandera de Fiyi            | 3:3 (2:0) | Bandera de Nueva Caledonia | Nueva Caledonia |
| 21 de noviembre de 2007  | Wellington       | Nueva Zelanda   | Bandera de Nueva Zelanda   | 4:1 (3:0) | Bandera de Vanuatu         | Vanuatu         |
| 21 de noviembre de 2007  | Numea            | Nueva Caledonia | Bandera de Nueva Caledonia | 4:0 (2:0) | Bandera de Fiyi            | Fiyi            |
| 14 de junio de 2008      | Port Vila        | Vanuatu         | Bandera de Vanuatu         | 1:1 (0:0) | Bandera de Nueva Caledonia | Nueva Caledonia |
| 21 de junio de 2008      | Numea            | Nueva Caledonia | Bandera de Nueva Caledonia | 3:0 (1:0) | Bandera de Vanuatu         | Vanuatu         |
| 6 de septiembre de 2008  | Numea            | Nueva Caledonia | Bandera de Nueva Caledonia | 1:3 (0:1) | Bandera de Nueva Zelanda   | Nueva Zelanda   |
| 6 de septiembre de 2008  | Lautoka          | Fiyi            | Bandera de Fiyi            | 2:0 (1:0) | Bandera de Vanuatu         | Vanuatu         |
| 10 de septiembre de 2008 | North Shore City | Nueva Zelanda   | Bandera de Nueva Zelanda   | 3:0 (0:0) | Bandera de Nueva Caledonia | Nueva Caledonia |
| 10 de septiembre de 2008 | Port Vila        | Vanuatu         | Bandera de Vanuatu         | 2:1 (0:0) | Bandera de Fiyi            | Fiyi            |
| 19 de noviembre de 2008  | Lautoka (Fiyi)   | Nueva Zelanda   | Bandera de Nueva Zelanda   | 0:2 (0:0) | Bandera de Fiyi            | Fiyi            |

## Repesca Intercontinental
El ganador de la fase anterior, Nueva Zelanda, disputó una serie de ida y vuelta contra el quinto lugar de la clasificatoria asiática, que fue Baréin, los días 10 de octubre y 14 de noviembre de 2009. El ganador de esta repesca tuvo el honor de ser uno de los representantes de su continente en la Copa Mundial de Fútbol de 2010.
| 10 de octubre de 2009, 18:30 (UTC+3) | Baréin | 0:0     | Nueva Zelanda | Estadio Nacional de Baréin, Riffa                         |                                                           |
|                                      |        | Reporte |               | Asistencia: 37.000 espectadores Árbitro(s): Viktor Kassai | Asistencia: 37.000 espectadores Árbitro(s): Viktor Kassai |

| 14 de noviembre de 2009, 20:00 (UTC+13) | Nueva Zelanda | 1:0 (1:0) | Baréin | Westpac Stadium, Wellington                                 |                                                             |
|                                         | R. Fallon 45' | Reporte   |        | Asistencia: 35.194 espectadores Árbitro(s): Jorge Larrionda | Asistencia: 35.194 espectadores Árbitro(s): Jorge Larrionda |

## Clasificado
| Bandera de Nueva Zelanda |
| Nueva Zelanda            |